# Agia Marinouda
Agia Marinouda (griechisch Αγία Μαρινούδα, türkisch Aya Marinuda) ist eine Gemeinde im Bezirk Paphos in der Republik Zypern. Bei der Volkszählung im Jahr 2021 hatte sie 425 Einwohner.
Das Dorf erhielt seinen Namen von Agia Marina.

## Lage und Umgebung

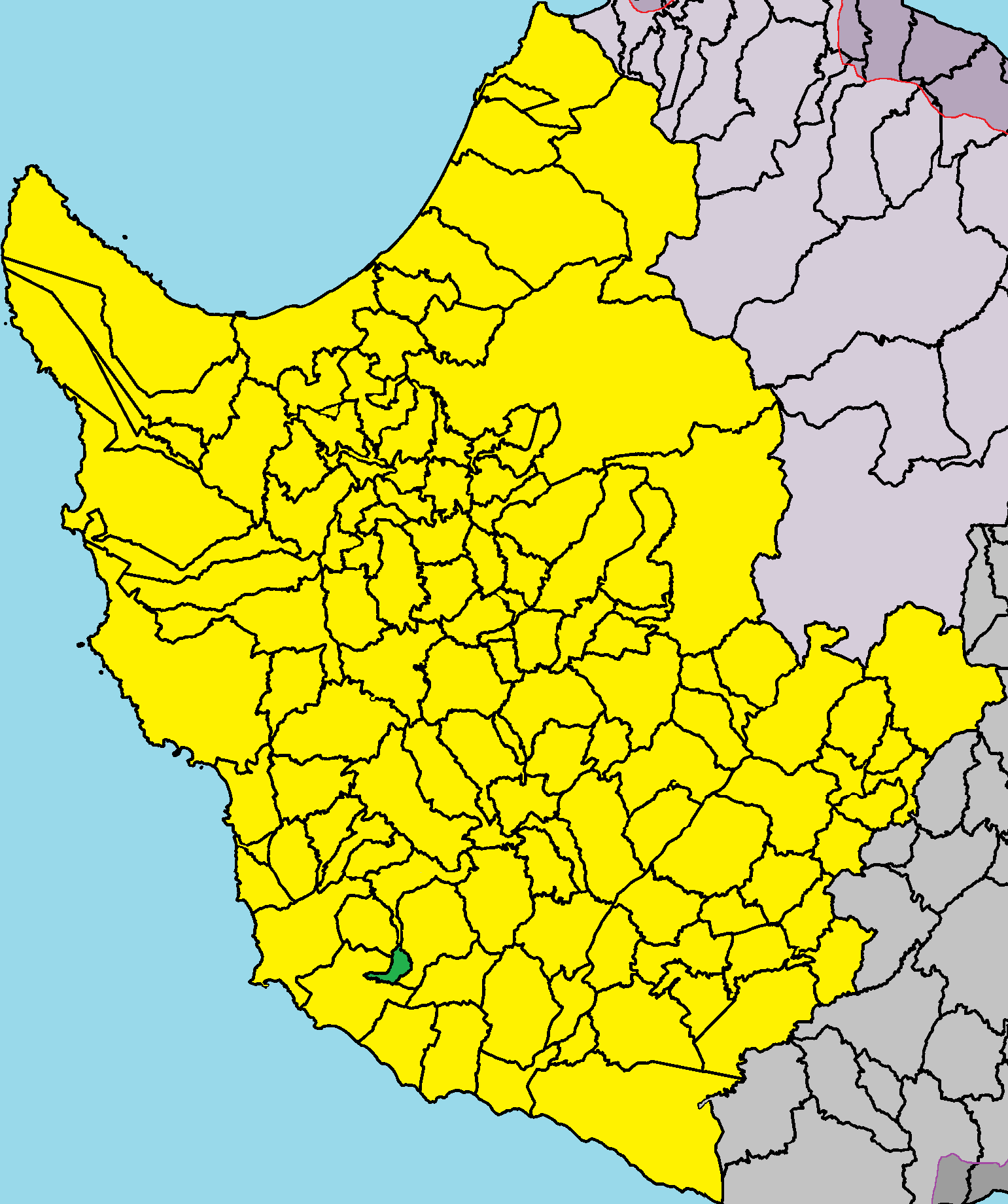
Lage im Bezirk Paphos

Agia Marinouda liegt im Westen der Mittelmeerinsel Zypern auf einer Höhe von etwa 125 Metern, etwa 8 Kilometer südöstlich von Paphos. Das 1,48947 Quadratkilometer große Dorf grenzt im Westen und Süden an Geroskipou, im Norden an Konia und im Nordosten an Armou. Durch das Dorf verläuft die Straße Leoforos Agias Marinas.

## Geschichte
Früher beschäftigten sich die Einwohner der Gemeinde mit Landwirtschaft und Viehzucht, aber aufgrund reichlich vorhandener Seidenspinner, durch den Anbau vieler Maulbeerbäume, beschäftigten sich viele Einwohner auch mit der Seidenproduktion. Zudem gab es in der Gegend eine Seidenfabrik. Außerdem wurde im Dorf Hanf angebaut. Hanffasern waren in der Textilindustrie und bei der Herstellung von Seilen sowie anderen Materialien ein Rohstoff. Der Hanfanbau wurde jedoch verboten und die Seidenfabrik geschlossen.

### Bevölkerungsentwicklung
Laut den in Zypern durchgeführten Volkszählungen schwankte die Einwohnerzahl der Gemeinde. Vor 1974 lebten neben Zyperngriechen auch einige Zyperntürken in der Gemeinde. In den letzten Jahrzehnten nahm die Einwohnerzahl des Dorfes stark zu. Die folgende Tabelle zeigt die Bevölkerung der Gemeinde gemäß den in Zypern durchgeführten Volkszählungen.
| Jahr      | 1881 | 1891 | 1901 | 1911 | 1921 | 1931 | 1946 | 1960 | 1976 | 1982 | 1992 | 2001 | 2011 | 2021 |
| Einwohner | 41   | 36   | 51   | 49   | 41   | 33   | 52   | 58   | 36   | 65   | 93   | 220  | 266  | 425  |